# Österreichische Qualitätssicherungsagentur
Die Österreichische Qualitätssicherungsagentur, englisch Austrian Agency for Quality Assurance (AQA), war eine als Verein (ZVR-Zahl 300851683) organisierte Agentur für Akkreditierung und Qualitätssicherung im Hochschulbereich in Österreich.
Die AQA entstand im Jahr 2003 und wurde im Zuge der Umsetzung des Bologna-Prozesses ins Leben gerufen; 2004 nahm sie ihre Tätigkeit auf. Vor der Gründung der AQA bestanden mit dem Fachhochschulrat und dem Österreichischen Akkreditierungsrat bereits Akkreditierungseinrichtungen für Fachhochschulen und Privatuniversitäten. Die neu gegründete AQA wurde neben diesen Behörden eingerichtet und hat selbst keine Akkreditierungsbefugnis, weder gegenüber den öffentlichen Universitäten – für die in Österreich eine Akkreditierung überhaupt nicht vorgesehen ist – noch gegenüber den Fachhochschulen und Privatuniversitäten, für die weiterhin Fachhochschulrat und Österreichischer Akkreditierungsrat zuständig blieben.
Im Jahr 2009 hat die AQA die Berechtigung erworben, in Deutschland die Systemakkreditierung nach den Richtlinien des deutschen Akkreditierungsrates vorzunehmen; die Befugnis endete am 21. März 2014.
Im Jahr 2011 wurde als Teil des Qualitätssicherungsrahmengesetzes (QSRG) das Hochschul-Qualitätssicherungsgesetz (HS-QSG) beschlossen, das die Zusammenfassung der AQA, des Fachhochschulrates und des Akkreditierungsrates zu einer Agentur für Qualitätssicherung und Akkreditierung Austria vorsah. Die Agentur für Qualitätssicherung und Akkreditierung Austria hat ihre Tätigkeit mit 1. März 2012 aufgenommen. Die AQA blieb bestehen, da sie bereits eingegangenen Verpflichtungen noch erfüllen musste und ihre Aufgaben schrittweise auf die neue Agentur übertragen wurden.